# Швантезия
Швантезия (лат. Schwantesia) — род суккулентных растений семейства Аизовые (Aizoaceae), произрастающий на территории Намибии и ЮАР (Капская провинция).

## Название
Немецкий ботаник Курт Динтер назвал род Швантезия (Schwantesia) в честь коллеги Густава Швантеса. В свою очередь, Швантес назвал род Динтерантус (Dinteranthus) в честь Динтера.

## Ботаническое описание
Компактные, карликовые многолетники, которые образуют пучки с множеством ветвей. На этих ветвях располагаются группы долгоживущих пар листьев. Листья супротивные и попарно неодинаковые. Они могут быть +/- лодковидной, килевидной формы, плоскими или слегка выпуклыми на верхней поверхности. Часто они расширяются к вершине и имеют лопастные или зубчатые края. Цвет листьев варьирует от светло-серого до голубовато-зеленого оттенка.
Цветки одиночные и располагаются в верхней части растения. Их диаметр составляет примерно 60 мм, а цветоножка может быть двухцветной и достигать длины до 50 мм. Цветки открываются около полудня и остаются открытыми до наступления темноты. Чашелистиков обычно 5 и они неодинаковые. Лепестки располагаются в одном ряду и могут быть от светло- до золотисто-желтых, иногда белыми. Тычинок обычно 4 ряда и они эпапиллярные. Нектарник имеет зубчатую форму и желтовато-зеленое кольцо. Завязь растения выпуклая сверху, плаценты находятся вдоль стенок. Рыльца имеют зеленоватый цвет и загнуты к концам. Плод представляет собой пятигнездную коробочку как у растений рода Делосперма. Семена блестящие и мелкозернистые.

## Таксономия
Schwantesia Dinter, первое упоминание в Möller's Deutsche Gärtn.-Zeitung 42: 234 (1927).

### Виды
Подтвержденные виды по данным сайта Plants of the World Online на 2023 год:
- Schwantesia acutipetala L.Bolus
- Schwantesia borcherdsii L.Bolus
- Schwantesia constanceae N.Zimm.
- Schwantesia herrei L.Bolus
- Schwantesia loeschiana Tischer
- Schwantesia marlothii L.Bolus
- Schwantesia pillansii L.Bolus
- Schwantesia ruedebuschii Dintertypus
- Schwantesia speciosa L.Bolus
- Schwantesia succumbens (Dinter) Dinter ex H.Jacobsen
- Schwantesia triebneri L.Bolus

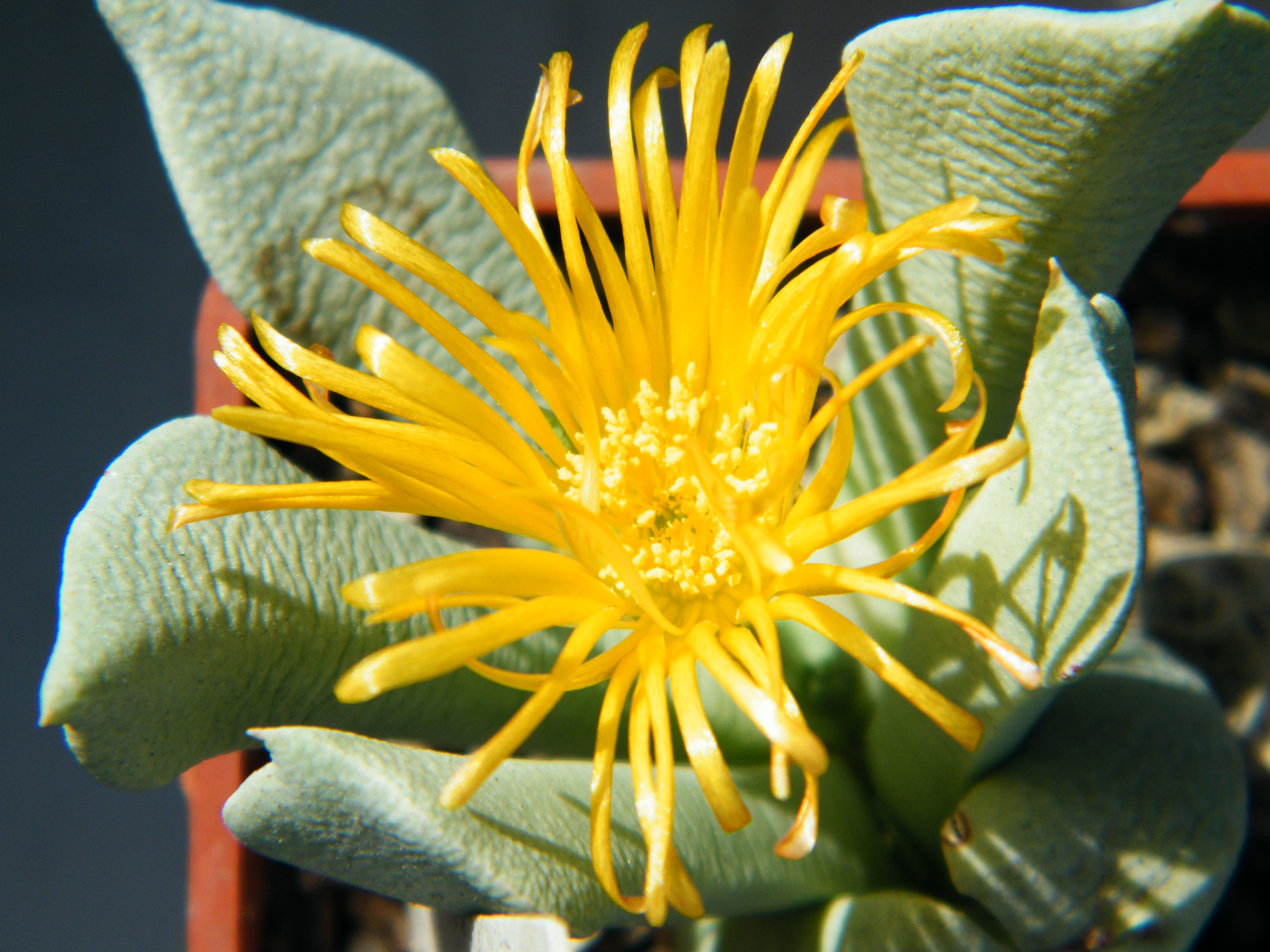
Schwantesia borcherdsii
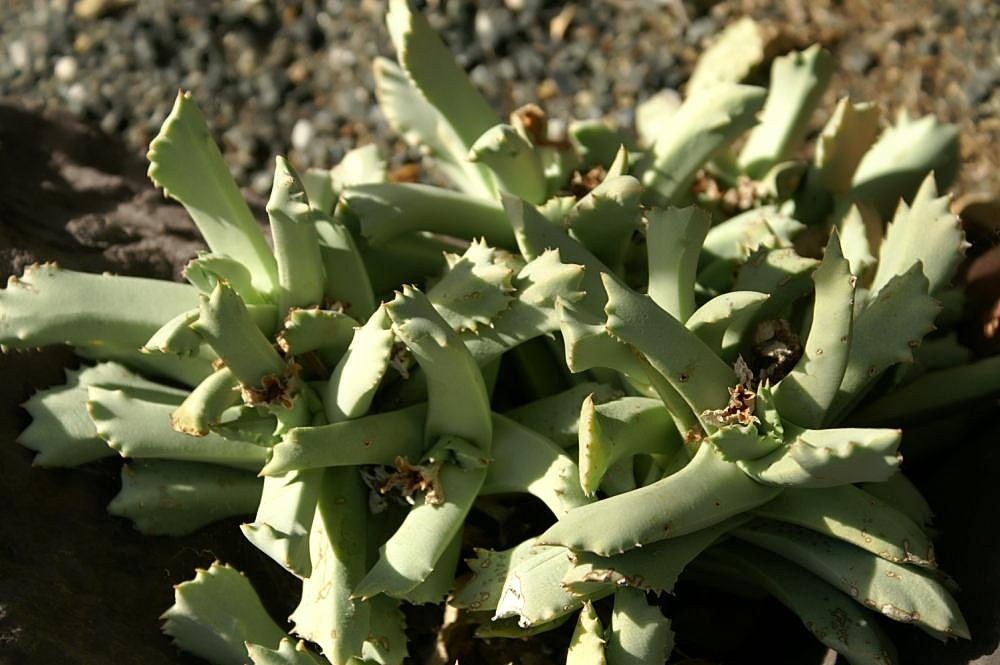
Schwantesia ruedebuschii
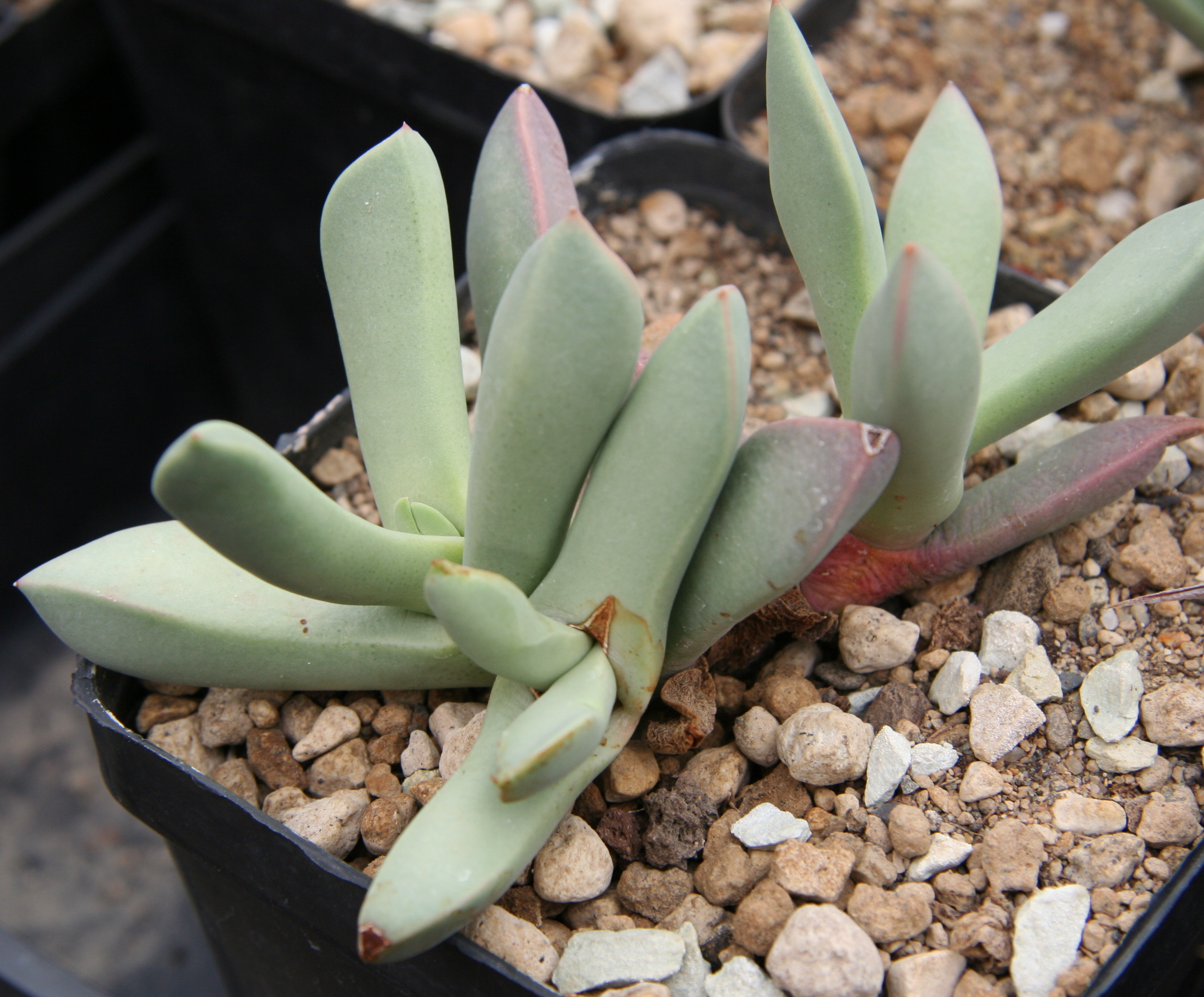
Schwantesia triebneri